# Vida por vida (serie de televisión)
Vida por vida fue una serie de televisión chilena, producida por Entrala Producciones para Canal 13, dirigida por Sebastián Araya, producida por Álvaro Entrala y Alberto Gesswein.
La productora, Entrala producciones fue ganadora del premio Consejo Nacional de Televisión 2010 y su primera temporada se estrenó el miércoles 4 de abril de 2012 a las 23:30 horas.
La serie está protagonizada por Tamara Acosta, Daniel Muñoz, Julio Milostich y Celine Reymond, está inspirada sobre el trasplante de órganos en un hospital chileno y cuenta la vida de cada uno de sus protagonistas.
Además el tema central de la serie ("Sueños") fue compuesto e interpretado por el virtuoso músico y poeta nacional Manuel García, quién también incluyó el tema en su disco "Acuario".

## Historia
Todo transcurre en el Hospital Nataniel Cox, en donde se decide reunir a un equipo multidisciplinario para transformarse en la Unidad Nacional de Trasplantes (UNT). El equipo está compuesto por la procuradora María Teresa León (Tamara Acosta); el enfermero jefe Pedro Miño (Alejandro Trejo); y los doctores Alex Mackenna (Julio Milostich), Samuel Vásquez (Daniel Muñoz), y Paula Rilke (Celine Reymond).
Paula Rilke trabajará con los doctores Álex Mackenna y Samuel Vásquez, con quienes también habrá un triángulo sentimental, con el primero no habrá amor, pero sí una atracción y el segundo es como el hombre con el que le gustaría estar, pero por las heridas (de su pasado) y por cómo ella fue educada y se tuvo que hacer a sí misma le cuesta mucho tener pareja.

## Elenco

### Principales
- Daniel Muñoz como Dr. Samuel Vásquez

- Benjamín Aedo como Samuel Vásquez (niño)
- Juan Pablo Larenas como Samuel Vásquez (joven)

- Tamara Acosta como Dra. María Teresa León

- Josefina Dumay como María Teresa León (niña)

- Julio Milostich como Dr. Álex Mackenna

- Cristo Montt como Álex Mackenna (joven)

- Celine Reymond como Dra. Paula Rilke

- Catalina Castelblanco como Paula Rilke (niña)

- Lorena Bosch como Manuela Ricci
- Sergio Hernández  como Dr. Héctor Montes
- Alejandro Trejo como Pedro Miño

#### Actores recurrentes e invitados
- Josefina Velasco como Erika de Miño.
- Patricio Achurra como Dr. Hernán "Nano" Dávila
- Edgardo Bruna como Dr. Sergio Mackenna
- Pablo Krögh como Julián Santa Cruz.
- Hugo Vásquez como Dr. Alejandro Matte
- Alexandra Von Hummel como Antonia del Río.
- Valentina Muhr como Antonia del Río (joven)
- Pablo Ausensi como Dr. Pablo
- Francisco González como Dr. Felipe Matus
- Gerardo Orchard como Dr. Auzán
- María Angela Díaz como Dra. Juanita
- Eduardo Burlé como Dr. Valenzuela
- Paulina Eguilúz como Dra. Álvarez
- Bruno Ocampo como Damián Mackenna Ricci.
- Tomás Verdejo como Gonzalo Miño.
- Susana Hidalgo como Alejandra Torres.
- Barbara Mundt como María Mackenna.
- Carmen Disa Gutiérrez como Marta.
- Teresita Reyes como Mariana.
- Mónica Carrasco como Blanca.
- Aldo Bernales como Ariel Vásquez.
- Héctor Aguilar como Arturo Naiman.
- Catalina González como Karina.
- Juan Pablo Miranda como Michael Ramos.
- Mario Bustos como Miguel Ulloa.
- Pedro Vicuña como Jacobo Ulloa.
- Pedro Villagra como Javier Lemán.
- María Esther Messina como Eliana.
- Elisa Pérez como Carolina.
- Jorge Denegri como David.
- Julio Fuentes como Alberto.
- Carol Méndez como Sandra.
- Javiera Valenzuela como Gladys.
- Jimena del Barrio como Sara.
- Gilda Maureira como Raquel.
- Carolina Cox como Claudia.
- Patricia Lopéz como Antonia.
- Daniela Marambio como Camila.
- Pablo Briones como José.
- Yassim Hinojosa como Manuel.
- Darwin Morales como Carlos.
- Karla Schwartz como Berta.
- Vanessa Monteiro como Úrsula.
- Cristián Rojas como Zegers.
- Cristóbal Aldea como Andrés.
- Catalina Muñoz como Catalina.
- Soledad Cruz como Tamara.
- Edinson Díaz como Gutiérrez.
- Ernesto Gutiérrez como Jefe de Administración.
- Ángela Escámez como Angelina.
- Luis Arenas como Fernando Muñoz.
- María Olga Matte como Mamá de María Teresa.
- Claudio Riveros como Radiologo.
- Vilma Verdejo como Imelda.
- Gonzalo Canelo como Enfermero Penitenciaría.
- Marcela Salinas como Mamá de Samuel.
- Karim Sánchez como Ariel Vásquez (niño).
- Macarena Morande como Paola Schulz.
- Catalina Gallardo como Mónica.
- Pelusa Troncoso como Bernarda.
- Mauricio Pittae como Gendarme.
- Colomba Dumay como Angela León (Fallecida hermana de María Teresa).
- Manuela Oyarzún como Miranda Tukipaquio.
- Álvaro Viguera como Omar Mahakima.
- Elvis Fuentes como Alejandro.
- Samuel González como Ricardo Parada.
- Alonso Vegara como Nicolás Sepulveda.
- Mireya Moreno como Abuela de Nicolás.
- Luis Wigdorsky como Juan José Môller.
- Constanza Araya como Jasna Rios.
- Liliana García como María Ines.
- Valeska Díaz como Renata Montes.
- Eduardo Fernández como Cristobal.
- Juan Quezada como Papá de los Vásquez.
- Claudia Pérez como Andrea.
- Juan Luis Ruiz como Eduardo.
- Sergio Schmied como José Velíz.
- Mariel Bravo como Carolina Del Río.
- Iseda Sepúlveda como Paciente.
- Aylén Sanchez como Kinesiologa.
- Jaime Hanson como David Millright.
- Jorge Arecheta como Joven accidentado.
- Amalia Kassai como "Enfermera Cristina".